# رايكو باشيل
رايكو باشيل (مواليد 2 يونيو 1974) هو سبّاح إستوني، مثّل بلاده في الألعاب الأولمبية الصيفية 2000.

## روابط خارجية
رايكو باشيل على موقع الاتحاد الدولي للسباحة (الإنجليزية)
- رايكو باشيل على موقع SwimRankings.net (الإنجليزية)
- رايكو باشيل على موقع اللجنة الأولمبية الدولية (الإنجليزية)
- رايكو باشيل على موقع أوليمبيديا (الإنجليزية)